# Agapetes rubrobracteata
Agapetes rubrobracteata är en ljungväxtart som beskrevs av Rhui Cheng Fang och S. H. Huang in S. H. Huang. Agapetes rubrobracteata ingår i släktet Agapetes och familjen ljungväxter. Inga underarter finns listade i Catalogue of Life.